# OpenSSL
OpenSSL — полноценная криптографическая библиотека с открытым исходным кодом, широко известна из-за расширения SSL/TLS, используемого в веб-протоколе HTTPS.
Поддерживает почти все низкоуровневые алгоритмы хеширования, шифрования и электронной подписи, а также реализует большинство популярных криптографических стандартов, в том числе позволяет создавать ключи RSA, DH, DSA, сертификаты X.509, подписывать их, формировать CSR (Certificate Signing Request) и CRT (файл сертификата безопасности), шифровать данные и тестировать SSL/TLS соединения.
Доступна в виде пакетов для большинства UNIX-подобных операционных систем (включая Solaris/OpenSolaris, Linux, macOS,  QNX4,  QNX6 и четырёх операционных систем BSD с открытым исходным кодом), а также для OpenVMS и Microsoft Windows.
OpenSSL основана на SSLeay, написанной Эриком Янгом (Eric A. Young) и Тимом Хадсоном (Tim Hudson), которые неофициально закончили работать над ней в декабре 1998 года, когда начали работу в проекте RSA Security.

## Основные релизы
| Версия | Дата релиза           | Комментарий                                               |
| ------ | --------------------- | --------------------------------------------------------- |
| 0.9.1c | 23 декабря 1998 года  |                                                           |
| 0.9.2c | 22 марта 1999 года    | - Преемник 0.9.1c                                         |
| 0.9.3  | 25 мая 1999 года      | - Преемник 0.9.2b                                         |
| 0.9.4  | 9 августа 1999 года   | - Преемник 0.9.3a                                         |
| 0.9.5  | 28 февраля 2000 года  | - Преемник 0.9.4                                          |
| 0.9.6  | 25 сентября 2000 года | - Преемник 0.9.5a                                         |
| 0.9.7  | 31 декабря 2002 года  | - Преемник 0.9.6h                                         |
| 0.9.8  | 5 июля 2005 года      | - Преемник 0.9.8za (5 июня 2014)                          |
| 1.0.0  | 29 марта 2010 года    | - Преемник 0.9.8x                                         |
| 1.0.1  | 14 марта, 2012 года   | - Преемник 1.0.0e - Поддерживает TLS v1.2 - Поддержка SRP |
| 1.0.1k | 8 января, 2015 года   | CVE-2014-3572, CVE-2015-0204, CVE-2015-0205               |
| 1.0.2  | 22 января 2015 года   | - Текущий релиз - Поддержка DTLS 1.2                      |
| 1.1.0  | 25 августа 2016 года  |                                                           |
| 1.1.0g | 2 ноября 2017 года    |                                                           |
| 1.1.1  | 11 сентября 2018 года | - Более 5000 изменений - Поддержка TLS v1.3               |
| 1.1.1a | 20 ноября 2018 года   | - Исправление ошибок                                      |
| 1.1.1b | 26 февраля 2019 года  | - Исправление ошибок                                      |
| 1.1.1c | 28 мая 2019 года      | - Исправление ошибок                                      |

## Алгоритмы
Blowfish, Camellia, DES, RC2, RC4, RC5, IDEA, AES, ГОСТ 28147-89
Хеш-функции
MD5, MD2, SHA, MDC-2, ГОСТ Р 34.11-94
Асимметричные
RSA, DSA, Diffie-Hellman key exchange, ГОСТ Р 34.10-2001 (34.10-94)
Поддержка алгоритмов ГОСТ появилась в версии 1.0.0, выпущенной 29 марта 2010 года, и была реализована сотрудниками фирмы «Криптоком».

## Полезные команды openssl
- Создание ключа для SSL-сертификата. Если не указывать "-des3", то он будет без пароля:

```
# openssl genrsa -des3 -out example.com.key 2048
```

В случае утери пароля или файла ключа придется пересоздавать сертификат.
- Генерация CSR-запроса:

```
# openssl req -new -key example.com.key -out example.com.csr
```

Имя домена на который создаётся запрос прописывается в "Common Name - example.com", "A challenge password" и "An optional company name" вводить не нужно (просто нажимаем Enter).
- Убрать пароль с ключа (необходимо когда сертификат ставится в конфигурацию Apache, иначе он при запуске будет просить пароль):

```
# openssl rsa -in example.com.key -out example.com-nopass.key - passin stdin
```

и вводим пароль с консоли (либо - "passin pass: supersecretpassword" что считается менее безопасным)
- Прочитать содержимое CSR-файла в более удобном для чтения текстовом виде:

```
# openssl req -no out - text -in example.com.csr
```

## Выявленные уязвимости

### Уязвимость в реализации дистрибутива Debian
В Debian версии 0.9.8c-1 к OpenSSL был применён патч, преднамеренно повреждавший генератор случайных чисел. Эта версия OpenSSL была включена в релиз Debian 17 сентября 2006. Все ключи, сгенерированные через эту версию генератора, и все данные, зашифрованные такими ключами, могут считаться скомпрометированными. Проблема была исправлена в версии 0.9.8c-4etch3 дистрибутива Debian 4.0; в версии 0.9.8g-9 дистрибутива Debian 5.0.

### Heartbleed bug
7 апреля 2014 года было объявлено о критической уязвимости OpenSSL 1.0.2-beta и всех версий OpenSSL 1.0.1, кроме 1.0.1g. Уязвимость связана с расширением TLS Heartbeat и позволяет считывать до 64Кб оперативной памяти приложения с каждым heartbeat-запросом. В списке CVE она значится под номером CVE-2014-0160.
Уязвимость существует с 31 декабря 2011 года; уязвимый код был распространён с выпуском версии OpenSSL 1.0.1 14 марта 2012 года. Читая оперативную память веб-сервера, атакующий может получить доступ к конфиденциальной информации как сервера, так и пользователей, позволяя перехватить приватные ключи, cookies и пароли. На момент объявления около 17 % из полумиллиона защищённых веб-серверов предполагались уязвимыми.

## Форки

### LibreSSL
После обнаружения уязвимости Heartbleed разработчики проекта OpenBSD объявили о создании форка OpenSSL на основе ветки 1.0.1g под названием LibreSSL. Акцент разработчиков сделан на устранении ошибок, удалении излишней функциональности, повышении защищённости и читаемости кода.

### BoringSSL
В июле 2014 компания Google анонсировала собственный форк OpenSSL под названием BoringSSL. Google намеревается сотрудничать и обмениваться патчами с разработчиками OpenSSL и LibreSSL.